# Leschenaultia americana
Leschenaultia americana là một loài ruồi trong họ Tachinidae.